# Объединение
Объединение (срп. Унија) је други студијски албум певачице Њуша који је објављен 2014. године.

## Списак композиција
На албуму се налазе следеће песме:

## Спотови
Певачица је објавила спотове за песме Воспоминание, Наедине, Это Новый Год, Только и Цунами.